# Oropetium minimum
Oropetium minimum är en gräsart som först beskrevs av Ferdinand von Hochstetter, och fick sitt nu gällande namn av Pilg.. Oropetium minimum ingår i släktet Oropetium och familjen gräs. Inga underarter finns listade i Catalogue of Life.